# Poldervaartite
La poldervaartite (simbolo IMA: Pdv) è un raro minerale appartenente alla famiglia dei "silicati" con composizione chimica Ca(Ca,Mn)(SiO3OH)(OH).
Il minerale è l'analogo del calcio dell'olmiite e strutturalmente appartiene ai nesosilicati.

## Etimologia e storia
La poldervaartite è stata nominata in onore di Arie Poldervaart (1918 – 1964), petrologo alla Columbia University di New York, per i suoi contributi alla comprensione delle doleriti e delle rocce del periodo archeano.

## Classificazione
La classica nona edizione della sistematica dei minerali di Strunz, aggiornata dall'Associazione Mineralogica Internazionale (IMA) nel 2009, elenca la poldervaartite nella classe "9. Silicati (germanati)" e nella sottoclasse "9.A Nesosilicati"; questa viene ulteriormente suddivisa in base agli anioni presenti e alla coordinazione dei cationi, in modo tale che la poldervaartite possa essere trovata nella sezione "9.AF Nesosilicati con anioni aggiuntivi; cationi in [4], [5] e/o soltanto coordinazione [6]" dove forma il sistema nº 9.AF.90 insieme all'olmiite.
Questa classificazione viene mantenuta anche nell'edizione successiva, proseguita dal database "mindat.org" e chiamata anche Classificazione Strunz-mindat.
Nella Sistematica dei lapis (Lapis-Systematik) di Stefan Weiß la poldervaartite si trova nella classe dei "silicati" e nella sottoclasse dei "nesosilicati con anioni non tetraedrici"; qui è nella sezione dei composti aventi "cationi con numeri di coordinazione compresi tra [8] e [12]", dove forma il sistema nº VIII/B.22 insieme ad afwillite, aradite, bultfonteinite, galuskinite, harrisonite, hatrurite, nabimusaite, nagelschmidtite, olmiite, silicocarnotite, spurrite e ternesite.
Anche la classificazione dei minerali secondo Dana, usata principalmente nel mondo anglosassone, elenca la poldervaartite nella famiglia dei "silicati"; qui è nella classe dei "minerali silicati non classificati" e nella sottoclasse dei "silicati non classificati: possibili nesosilicati" dove forma il sistema nº 78.01.08 come unico membro.

## Abito cristallino
La poldervaartite cristallizza nel sistema ortorombico nel gruppo spaziale Pbca (sistema nº 61) con le costanti di reticolo a = 9,398(1) Å, b = 9,139(2) Å, c = 10,535(2) Å, oltre ad avere 8 unità di formula per cella unitaria.

## Origine e giacitura
La poldervaartite è stata trovata in tasche di massicci minerali di manganese in un deposito di minerale di manganese stratificato, la paragenesi è con braunite, bultfonteinite, calcite, ematite, hausmannite e henritermierite.
Il minerale è piuttosto raro ed è stato trovato solo nella miniera di "Wessels" (27.11353°S 22.85439°E) nella municipalità locale di Joe Morolong (Sudafrica), che è la località tipo della poldervaartite e a Centinela a Tenerife (Spagna).

## Forma in cui si presenta in natura
La poldervaartite si presenta in cristalli prismatici di dimensioni fino a 7 mm, oppure in aggregati in fasci.
I cristalli, da trasparenti a traslucidi, hanno lucentezza vitrea e colore dal bianco latte al bianco rosa, anche se talvolta sono incolori. Il colore dello striscio è bianco.